# Axiodes commutata
Axiodes commutata là một loài bướm đêm trong họ Geometridae.